# Мариану-Мору
Мариану-Мору (порт. Mariano Moro) — муниципалитет в Бразилии, входит в штат Риу-Гранди-ду-Сул. Составная часть мезорегиона Северо-запад штата Риу-Гранди-ду-Сул. Входит в экономико-статистический микрорегион Эрешин. Население составляет 2474 человека на 2006 год. Занимает площадь 102,08 км². Плотность населения — 21,1 чел./км².

## История
Город основан 7 сентября 1965 года.

## Статистика
- Валовой внутренний продукт на 2003 составляет 19.488.066,00 реалов (данные: Бразильский институт географии и статистики).
- Валовой внутренний продукт на душу населения на 2003 составляет 8.604,00 реалов (данные: Бразильский институт географии и статистики).
- Индекс развития человеческого потенциала на 2000 составляет 0,797 (данные: Программа развития ООН).